# 143 Eskadra Myśliwska
143 eskadra myśliwska (143 em) – pododdział lotnictwa myśliwskiego Wojska Polskiego w II Rzeczypospolitej.

## Historia eskadry
143 eskadra myśliwska została sformowana na podstawie rozkazu L. 2446/tjn. org. Ministra Spraw Wojskowych z dnia 17 lipca 1933 roku i rozkazu dziennego Nr 247/1933 dowódcy 4 pułku lotniczego z dnia 30 października 1933 roku.
Eskadra została zorganizowana na lotnisku Toruń w składzie III dywizjonu myśliwskiego 4 pułku lotniczego i wyposażona w dziesięć samolotów PWS-10.
W listopadzie 1935 roku pododdział przejął od 142 em samoloty PZL P.7.
Na podstawie rozkazu L. 2007/tjn. II-1 Ministra Spraw Wojskowych z dnia 9 października 1937 roku eskadra została rozformowana z dniem 23 listopada 1937 roku. Samoloty PZL P.7 pomimo złego stanu technicznego zostały przekazane dla organizującej się we Lwowie 162 eskadry myśliwskiej.
Na bazie personelu latającego i naziemnego 143 em został sformowany III dywizjon myśliwski 5 pułku lotniczego w Wilnie. Dotychczasowy dowódca 143 em porucznik pilot Włodzimierz Łazoryk został dowódcą 152 em.

## Personel eskadry
Dowódcy eskadry
- por./kpt. pil. Eugeniusz Makowski (X 1933 – IX 1937)
- wz. por. Franciszek Jastrzębski (do 9 VIII 1934)
- wz. por. Mirosław Leśniewski (25 VIII – 13 IX 1934)
- por. pil. Włodzimierz Łazoryk (20 IX – 23 XI 1937)

Piloci
- Marian Bełc († 27 sierpnia 1942, jako pilot 58 Operational Training Unit)
- Franciszek Jastrzębski († 25 października 1940, jako dowódca eskadry „B” 302 Dywizjonu Myśliwskiego „Poznańskiego”)
- Mirosław Leśniewski († 14 września 1939, dowódca 142 em)
- Anatol Piotrowski († 1 IX 1939, jako pilot 152 em)
- Tadeusz Rolski
- Jerzy Słoński-Ostoja († 29 sierpnia 1941 jako dowódca 306 Dywizjonu Myśliwskiego „Toruńskiego”)
- Romuald Suliński († 4 lutego 1946 jako dowódca 300 Dywizjon Bombowy Ziemi Mazowieckiej)

## Wypadki lotnicze
W okresie funkcjonowania eskadry miały miejsce następujące wypadki lotnicze zakończone obrażeniami lub śmiercią pilota:
- 2 sierpnia 1936 zginął lecąc samolotem PZL P.7 kpr. pil. Zygmunt Nachman, który zderzył się z samolotem kpr. pil. Henryka Pietrzaka. Pomimo poważnych uszkodzeń samolotu Henryk Pietrzak wylądował bez awarii w rejonie lotniska.